# 章月グランドホテル
章月グランドホテル（しょうげつグランドホテル）は、北海道札幌市南区の定山渓温泉にある旅館・ホテル。

## 概要
屋号「章月」は創業者の小須田潤治が命名した。宿の造作を考えていた際、夢枕に兎2匹を連れて月から天女が舞い降りてきて知恵を授かったという。最初は「上昇する月」のようにと屋号を「昇月」として開業していたが、宿泊した高名な易者によって「昇る月は沈む」ため、何時も風にはためき続ける「日の丸・日章旗」の如く「昇」を「章」に替えてはどうかと助言され、屋号を「章月」と変更して今日に至っている。

## 沿革
- 1922年（大正11年）：小須田治朗「昇月料理店」開店[1]。
- 1931年（昭和06年）：翠明館を「昇月旅館」と改称し、後に「章月旅館」となる[1]。また、昇月料理店も「章月料理店」と改称[1]。
- 1934年（昭和09年）：5層の旅館に大改築[1]。
- 1948年（昭和23年）：国際観光旅館連盟会員になる[1]。
- 1951年（昭和26年）：「章月株式会社」設立[1]。
- 1952年（昭和27年）：政府登録国際観光旅館になる[1]。
- 1961年（昭和36年）：北炭観光開発（現在のグランビスタ ホテル&リゾート）が章月株式会社を吸収合併[2]。
- 1964年（昭和39年）：「章月グランドホテル」と改称。新館営業開始[1]。
- 1968年（昭和43年）：本館新築し、営業開始[1]。
- 2018年（平成30年）：野口観光グループとなる[3]。

## 施設
客室
- プレミアムスイート (100 m²)[4]
- 和洋モダンルーム (56 m²)[4]
- コンフォートスパルーム (42 m²)[4]
- ツインルーム (32 m²)[4]
- 和室 (12畳/10畳/8畳)[4]

温泉
- 大浴場
- 檜風呂
- 露天風呂
- 源泉蒸し風呂 湯の霧

食事処
- 食事処「一条亭」
- 和食処「洗心」

その他
- ラウンジ「かむり」
- 蜜蜂バイキング
- 宴会場
- エステサロン
- 売店

## アクセス
- じょうてつバス「定山渓神社前」バス停下車 徒歩1分
- 北海道旅客鉄道（JR北海道）札幌駅から車で約55分、小樽駅から車で約70分
- 新千歳空港から高速道路利用して車で約100分
- 洞爺湖から車で約105分
- 支笏湖から車で約115分

## 参考資料
- “章月グランドホテル” (PDF).  グランビスタ ホテル&リゾート. 2016年12月2日閲覧。
- “ホテルコンセプト”. 章月グランドホテル. 2018年9月23日閲覧。